# فیلیپ دسپورت
فیلیپ دسپورت (به فرانسوی: Philippe Desportes) شاعر قرن شانزدهم میلادی اهل فرانسه است.